# Dicranomyia (Nealexandriaria) atayal
Dicranomyia (Nealexandriaria) atayal is een tweevleugelige uit de familie steltmuggen (Limoniidae). De soort komt voor in het Oriëntaals gebied.